# Arxiconfraria de la Puríssima Sang de Barcelona

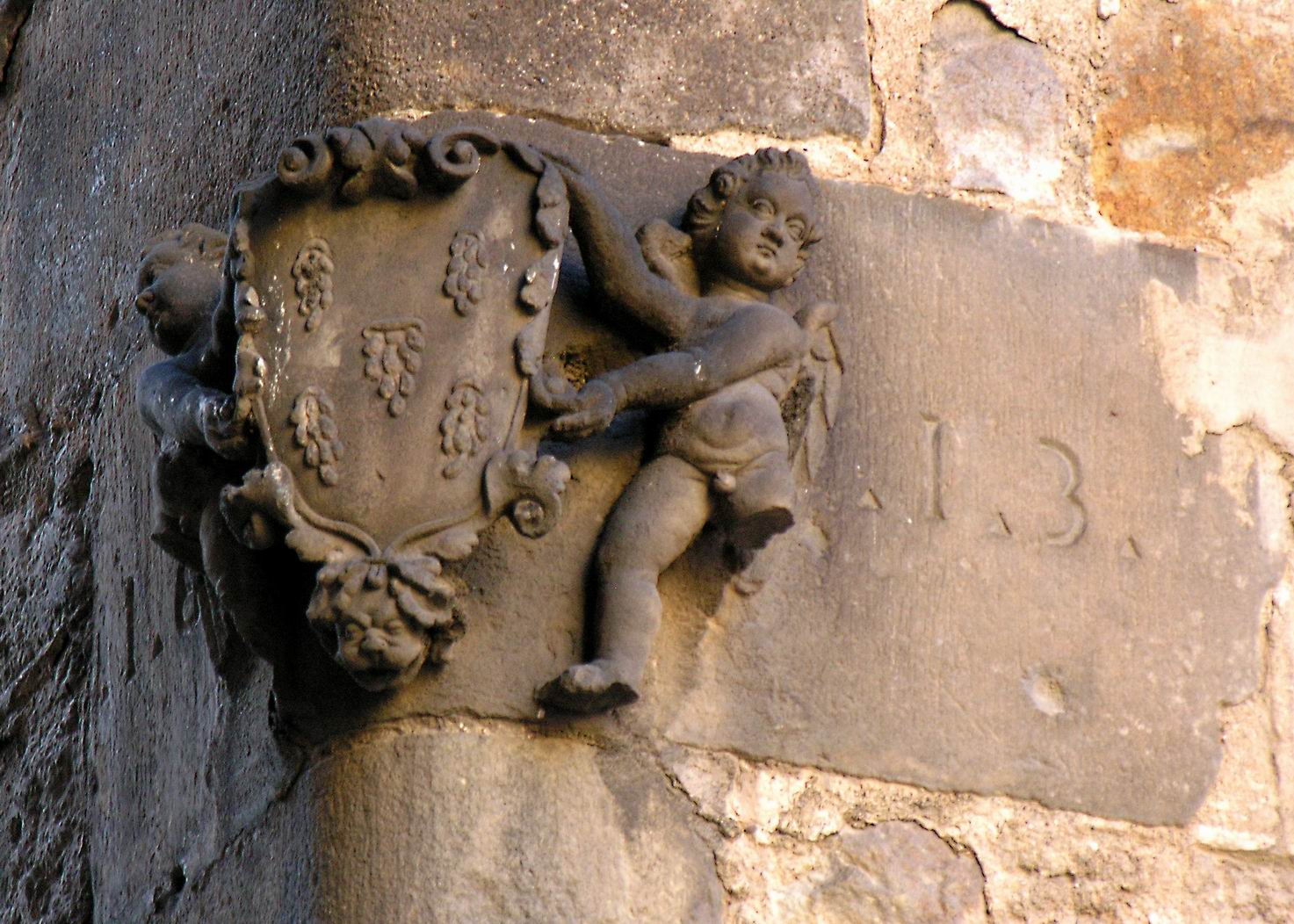
Proa de la Casa de l'Arxiconfraria amb l'escut d'armes de la institució (any 1613)

La Reial i Il·lustre Arxiconfraria de la Puríssima Sang de Nostre Senyor Jesucrist és una institució caritativa fundada a la ciutat de Barcelona a principis del segle xvi i dedicada a l'acompanyament espiritual dels condemnats a mort per la justícia. Des de l'any 1547 és instituïda canònicament en una capella pròpia a la basílica de Santa Maria del Pi. Coneguda popularment com La Congregació de la Sang o La Sang del Pi, va esdevenir una de les institucions religioses més importants de la ciutat, rebent el reconeixement de nombroses personalitats i organismes oficials al llarg de la seva història. Assistia, fins a la darrera l'any 1897, a totes les execucions públiques de Barcelona, fet, entre d'altres, que la va convertir en un referent molt important de cultura popular. És considerada la confraria de la Puríssima Sang més antiga de la Corona d'Aragó. S'ubicava a la Casa de la Congregació de la Puríssima Sang.

## Història

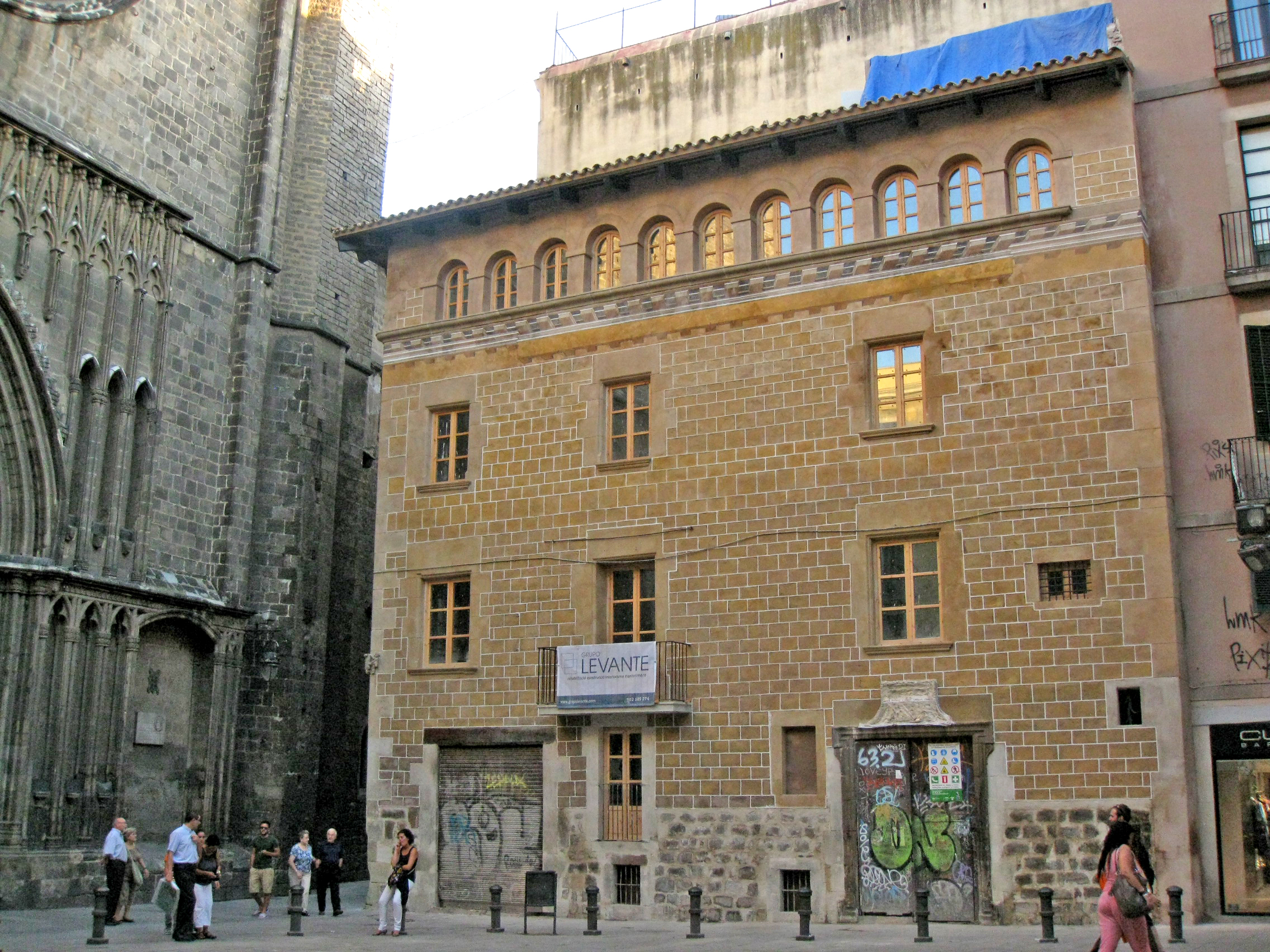
Casa de la Congregació de la Puríssima Sang, a la plaça del Pi de Barcelona

Les primeres referències documentals situen la confraria a la Capella del Peu de la Creu a principis del segle xvi. Malgrat que tradicionalment s'ha assenyalat l'any 1341 com a data fundacional, probablement aquesta és posterior. Potser va ser fundada en el context d'exaltació penitencial de la darreria del segle xiv o primers del XV en què a la Corona d'Aragó i també a la de la Corona de Castella, sovint sota la influència de teòlegs com Felip de Malla i divulgadors com Sant Vicenç Ferrer, s'incentivà la proliferació de congregacions dedicades a la contemplació de la Passió de Jesús i la devoció als seus símbols.
Malgrat la data tradicional de 1342, segurament llegendària, les primeres notícies són, com en la majoria de les confraries de la Sang, al voltant de l'any 1500, en la que s'observa, de cop, una gran proliferació de fundacions d'institucions sota l'advocació de la Sang de Crist. En qualsevol cas, les primeres referències documentals conservades pertany a la relació entre la confraria i Isabel de Josa (1508?-1570?), dama pietosa, humanista i culte, parenta del llinatge dels Cardona tradicionalment vinculats a la confraria, i que en aquell moment posseïa la capella del Peu de la Creu, posteriorment integrada al Convent dels Àngels. L'any 1536 el bisbe Joan de Cardona, Enric de Centelles, Isabel de Josa i altres pacten les ordinacions de l'Arxiconfraria.
Obté per donació de Pere de Cardona, lloctinent de Catalunya, la casa situada a la plaça del Pi i l'any 1542 la converteix en palau de la congregació. 5 anys més tard, el 1547, l'arxiconfraria s'estableix a la Basílica de Santa Maria del Pi. Poc temps després, l'any 1561, sembla que per desavinences amb la parròquia del Pi, la confraria s'estableix temporalment en el convent de Sant Francesc de Barcelona, on resideix durant uns anys. L'any 1601 es fa una concòrdia amb la comunitat del Pi per assistir a les processons de Setmana Santa, origen de la Processó de la Sang que va arribar a ser molt famosa.

L'any 1623 obté llicència per a retirar els cossos dels ajusticiats de les forques de la ciutat, motiu de la dita popular anar a la quinta forca amb relació a la processó que s'organitzava per anar a treure els penjats de les forques de la Trinitat, més enllà del poble de Sant Andreu de Palomar, just en el límit del Pla de Barcelona, que eren les més allunyades de la ciutat. 

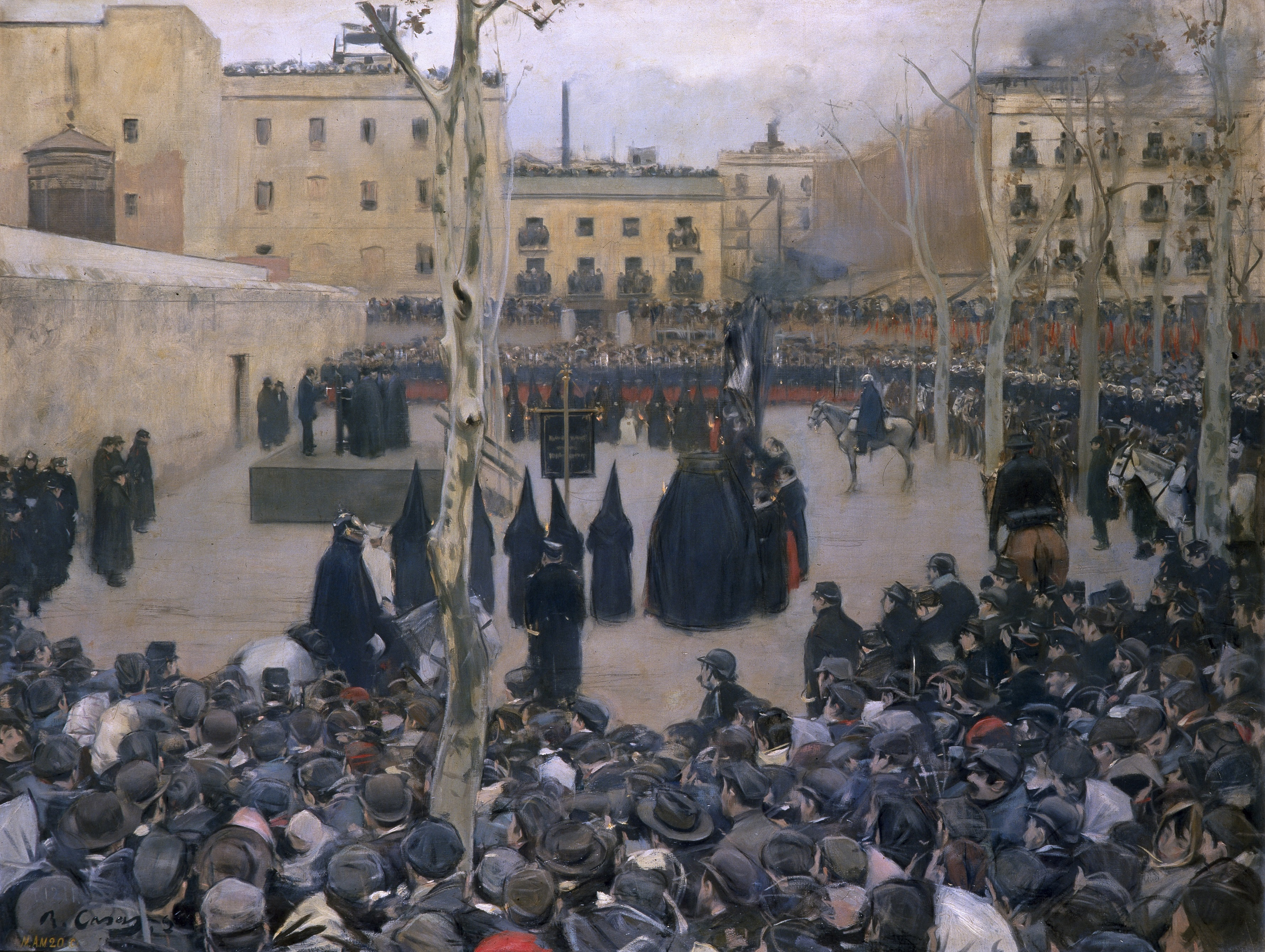
L'Arxiconfraria amb el Sant Crist de la Sang a l'execució d'Aniceto Peinador, 1893. Pintura de Ramon Casas

En relació també a la seva activitat caritativa i per pressions de l'obreria del Pi, l'any 1664 l'Arxiconfraria és agregada a l'Arxiconfraria de Sant Joan Degollat dels Florentins de Roma, coneguda popularment com l'Arxiconfraria de la Misericòrdia, a la qual continua agregada actualment i que comportà la concessió del privilegi d'indultar a un reu de mort. Aquest privilegi es va verificar algunes vegades com per exemple quan la Reina Isabel II d'Espanya, per gràcia a l'Arxiconfraria, va indultar l'any 1864 un soldat que havia mort la dona del seu comandant. Actualment, encara té, com altres antigues confraries d'Espanya, la potestat de demanar al Consell de Ministres l'indult per a un reclús.

## El Sant Crist de la Sang

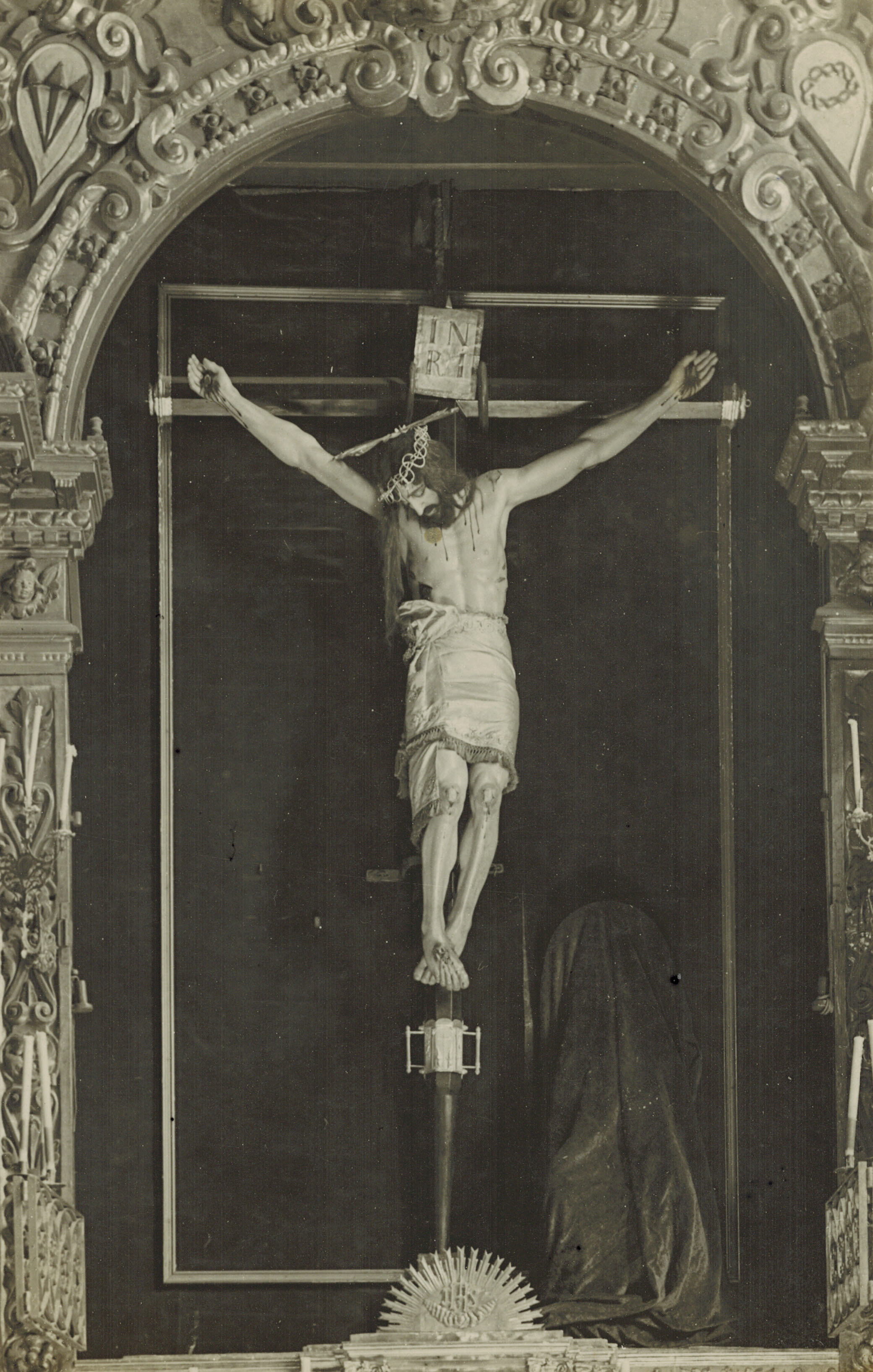
Imatge del Sant Crist de la Sang, conegut popularment com el Sant Cristo Gros Jeroni Xanxo (s. XVI)

L'Arxiconfraria posseïa la Venerable Imatge del Sant Crist de la Sang, obra del 1545 de l'escultor Jeroni Xanxo. Coneguda popularment com El Sant Cristo Gros presidia el retaule de la Capella de la Sang a l'església del Pi. Aquesta imatge, titular de l'arxiconfraria i molt venerada a Barcelona, era la que acompanyava, coberta amb un vel negre, als condemnats. La imatge va ser destruïda en l'incendi de la Basílica del Pi l'any 1936. Actualment, presideix la Capella de la Sang una nova imatge feta l'any 1940.
La Confraria posseïa una altra imatge del Sant Crist més petita que la gent, per contrast amb la titular, anomenava el Sant Cristo Xic. Segons la tradició, el Sant Cristo Xic acompanyava les execucions simples, és a dir: aquelles en què només s'ajusticiava un sol reu. El Sant Cristo Gros ho feia en les que s'ajusticiava almenys a 3 reus, d'aquí l'expressió popular treure el Sant Cristo Gros en el sentit d'alguna cosa excepcional. El Sant Cristo Xic, una talla anònima del segle xv, és actualment exposat al Tresor de la Basílica de Santa Maria del Pi.
A part d'acompanyar als condemnats, el Sant Crist era tret de la seva capella en algunes ocasions assenyalades, tant per a rogatives com per a fer l'honor en esdeveniments importants. Així va ser l'any 1664 amb motiu de la restitució de les relíquies de santa Madrona a la seva capella de Montjuïc. A més tenia el privilegi d'anar a rebre les personalitats que arribaven a Barcelona, com ara els reis i reines. També, es treia cada any per la gran processó del Dijous Sant fins que aquesta va desaparèixer a principis del segle XX i després pel Via Crucis del Divendres Sant que encara es realitza en l'actualitat.

## La Processó
L'any 1601 l'Arxiconfraria va signar una concòrdia amb la Reverent Comunitat de Preveres Beneficiats del Pi per tal d'assistir a les processons de la Basílica. A partir d'aquest moment, a causa del caràcter passional de la devoció a la Sang de Crist i com s'esdevindrà en molts altres indrets del país, es va anar consolidant la seva participació en els actes de la Setmana Santa de la parròquia.
Aviat la confraria assumeix l'organització de la processó del Dijous Sant que amb el temps esdevindrà la més important de la Ciutat. En contrast amb la processó de la Soledat que sortia de l'Església de la Mercè i que era organitzada per la noblesa, a la Processó de la Sang, a més de l'Arxiconfraria, que l'organitzava, hi participaven els gremis més importants de Barcelona, cada un amb el seu misteri o pas processional rivalitzant en mèrit artístic, alguns eren dissenyats per escultors importants com Damià Campeny o Ramon Amadeu. Tot plegat revestia un caràcter molt popular. Hi acudien a veure-la gent de tot Barcelona i dels pobles dels entorns, cosa que provocava grans aglomeracions i algun aldarull.
Durant tot el segle xviii i la primera meitat del segle xix la Processó va esdevenir un dels actes centrals de la Setmana Santa barcelonina i, de la mateixa manera que ho va ser la del Corpus Christi, una gran ocasió per “veure i deixar-se veure”. Aquest caràcter social va fer que s'anés creant un considerable conjunt de literatura al seu entorn, la majoria dirigida al consum de les classes populars com ara els fulls de rengle amb la composició de la processó, venuts per baladrers al mig del carrer i que es mantingueren fins ben bé al final del segle xix.
Amb l'extinció de les corporacions gremials l'any 1842, la processó entrà en decadència i, a poc a poc, va anar perdent participació fins que va desaparèixer definitivament pels volts de l'any 1900. La majoria dels misteris es van perdre, desballestats o bé cremats l'any 1936, només s'han conservat que se sàpiga el dels revenedors, dissenyat i esculpit per Damià Campeny l'any 1816 que representava l'enterrament de Crist, actualment propietat del MNAC i que des del 2013 està exposat a la Basílica de Santa Maria del Pi, i el del gremi dels teixidors de vels, actualment Col·legi de l'Art Major de la Seda que conserva el de la Santa Espina, obrat per Ramon Amadeu.